# Autobahndreieck Allgäu
Das Autobahndreieck Allgäu (Abkürzung: AD Allgäu; Kurzform: Dreieck Allgäu) ist ein Autobahndreieck in Bayern bei Kempten. Hier beginnt die Bundesautobahn 980 (Südumfahrung Kempten), indem sie von der Bundesautobahn 7 (Flensburg – Hannover – Kassel – Füssen) (Europastraße 532) abzweigt.

## Geographie
Das Dreieck liegt auf dem Gemeindegebiet von Sulzberg im Oberallgäu. Die umliegenden Städte und Gemeinden sind Durach, Betzigau und Kempten im Allgäu. Es befindet sich etwa 30 km nordwestlich von Füssen, etwa 50 km östlich von Lindau (Bodensee) und etwa 35 km südlich von Memmingen.
Das Autobahndreieck Allgäu trägt auf der A 7 die Nummer 136 und auf der A 980 die Nummer 1.

## Geschichte
Ursprünglich sollte die A 98 von Weil am Rhein (Hochrheinautobahn) über Friedrichshafen (Bodenseeautobahn) und Garmisch-Partenkirchen (Voralpenautobahn) bis zur A 8 bei Irschenberg verlängert werden. Diese Planungen wurden jedoch teilweise aufgegeben. Als einziges Teilstück der Voralpenautobahn wurde in diesem Bereich die Bundesautobahn 980 gebaut.
Aufgrund dieser Planungen ist das Autobahndreieck auf den Vorankündigungen noch als Autobahnkreuz ausgewiesen. Es sind in beiden Richtungen die Parallelfahrbahnen zur Vervollständigung des Kleeblattes vorhanden, diese werden jedoch nur in Süd-Nord-Richtung für den Fahrzeugverkehr genutzt. In Nord-Süd-Richtung wird die Parallelfahrbahn hauptsächlich als Lagermöglichkeit der Autobahnmeisterei verwendet.

## Ausbauzustand und Bauform
Die A 7 ist in diesem Bereich, genau wie die A 980 vierstreifig ausgebaut. Alle Überleitungen sind einstreifig.
Das Kreuzungsbauwerk wurde in Form eines halben Kleeblatts errichtet.

## Verkehrsaufkommen
| Von               | Nach                   | Durchschnittliche tägliche Verkehrsstärke | Durchschnittliche tägliche Verkehrsstärke | Durchschnittliche tägliche Verkehrsstärke | Anteil Schwerlastverkehr | Anteil Schwerlastverkehr | Anteil Schwerlastverkehr |
| Von               | Nach                   | 2005                                      | 2010                                      | 2015                                      | 2005                     | 2010                     | 2015                     |
| ----------------- | ---------------------- | ----------------------------------------- | ----------------------------------------- | ----------------------------------------- | ------------------------ | ------------------------ | ------------------------ |
| AS Betzigau (A 7) | AD Allgäu              | 32.000                                    | 33.800                                    | 39.200                                    | 6,3 %                    | 6,4 %                    | 6,1 %                    |
| AD Allgäu         | AS Oy-Mittelberg (A 7) | 19.800                                    | 22.500                                    | 27.000                                    | 6,1 %                    | 5,4 %                    | 5,6 %                    |
| AD Allgäu         | AS Durach (A 980)      | 20.000                                    | 22.700                                    | 24.100                                    | 7,2 %                    | 6,5 %                    | 6,5 %                    |